# Agryppa (astronom)
Agryppa (gr. Ἀγρίππας) – grecki astronom żyjący w 2 połowie I wieku n.e. w Bitynii w Azji Mniejszej.
Jedyna wzmianka o nim pochodzi z Almagestu Ptolemeusza (Almagest, VII, 3). W dwunastym roku panowania cesarza Domicjana, tzn. w roku 92 n.e., siódmego dnia bityńskiego miesiąca Metroos (czyli w nocy z 29 na 30 listopada) Agryppa obserwował okultację części Plejad przez południową część tarczy Księżyca. Prawdopodobnie celem tej obserwacji było określenie precesji osi Ziemi odkrytej przez Hipparcha.
Na cześć astronoma nazwano krater Agrippa na Księżycu.